# اکسی‌آنیون
اکسی‌آنیون(oxyanion) یا اکسوآنیون(oxoanion)، یک  یون با فرمول  عمومی  A
xOz−
y (که در آن A یک عنصر شیمیایی و O یک اتم اکسیژن را نشان می دهد.) است. اکسی‎آنیون ها توسط تعداد زیادی از عناصر شیمیایی تشکیل می شوند .  فرمول های اکسی‌آنیون های ساده توسط قانون اوکتت تعیین می شوند. 
| عدد اکسایش | نام           | فرمول  | تصویر |
| ---------- | ------------- | ------ | ----- |
| +۱         | یون هیپوکلریت | ClO−   |       |
| +۳         | یون کلریت     | ClO− 2 |       |
| +۵         | یون کلرات     | ClO− 3 |       |
| +۷         | یون پرکلرات   | ClO− 4 |       |